# Monstervoorbewerking
Monstervoorbewerking wordt gebruikt voor identificatie en kwantificering van een analiet die zich in een matrix, vaak vast of vloeibaar, bevindt. Vanwege de storende eigenschappen van het matrixeffect tijdens een analyse is monstervoorbewerking essentieel.
Om een monster, veelal bloed of urine, geschikt te maken voor analyse kunnen er verschillende handelingen worden verricht: Een monster kan worden opgelost of gescheiden worden van interfererende stoffen (extractie). Monstervoorbewerking kost veel tijd en is duur, maar het is essentieel voor goede analyse. Het is een kritische stap in de chemische analyse, doordat het een grote invloed heeft op het eindresultaat.
De meest voorkomende monstervoorbewerkingen zijn Liquid Liquid Extraction (LLE) en Solid Phase Extraction (SPE).

## Geschiedenis van Analytische Chemie en monstervoorbewerking
Analytische chemie is altijd heel belangrijk geweest in de beginperiode van de chemie, vooral voor het ontwikkelen van methodes om elementen en chemicaliën te determineren. Justus von Liebig ontwikkelde een systematisch-elementanalyse en gesystematiseerde organische analyse gebaseerd op specifieke reacties van functionele groepen. De eerste instrumentale analyse was de flame emissive spectrometry, ontwikkeld door Robert Bunsen en Gustav Kirchhoff, die er in 1860 cesium en rubidium mee ontdekten. De meeste ontwikkelingen vonden plaats na 1900. In deze periode werd instrumentale analyse zeer belangrijk. In het begin van de 20e eeuw werden vooral veel van de fundamentele spectroscopische en spectrometrische technieken uitgevonden. De tijdlijn van de ontwikkeling van monstervoorbewerking volgt ongeveer dezelfde tijdlijn als die van de analytische chemie, en werd ook ontwikkeld in hogeprestatie-instrumenten. In 1970 werden veel van deze technieken samen gebruikt om een complete karakterisering van monsters te verkrijgen.

### Solid Phase Extraction
Solid phase extraction werd al duizenden jaren geleden gebruikt. Het was bijvoorbeeld in de middeleeuwen bij arbeiders in Frankrijk in gebruik om geuren te extraheren uit rozenblaadjes. Het eerste moderne gebruik van SPE betrof beenderkool, om pigmenten te verwijderen uit mengsels resulterend uit chemische reacties. Pas vanaf 1970 wordt SPE echt gebruikt voor wetenschappelijke doeleinden. In 1989 werden de eerste SPE-schijven geïntroduceerd. Deze schijven houden een sorbent vast in een matrix van glasvezel. Nu worden deze schijven of kolommen in tienduizenden laboratoria over de wereld toegepast.

## Liquid Liquid Extraction (LLE)

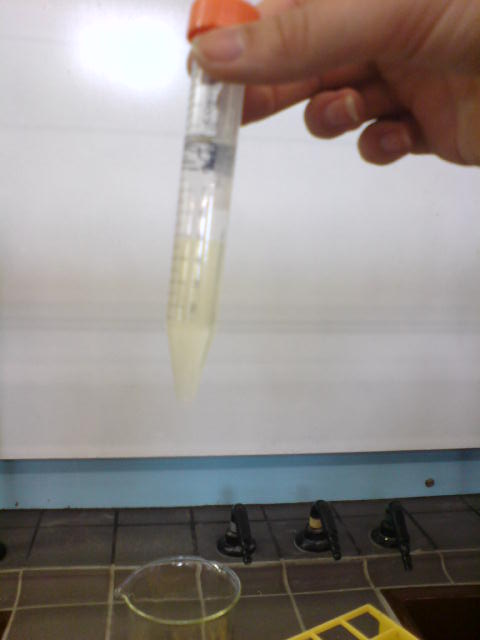
Liquid liquid extraction

Liquid Liquid Extraction, in het Nederlands vloeistof/vloeistofextractie genoemd, is een scheidingsmethode die gebruikmaakt van het verschil in oplosbaarheid van het analiet in twee oplossingen. Deze twee oplossingen zijn verdeeld in twee lagen, een apolaire en een polaire laag die niet mengbaar zijn. Om de analiet te extraheren wordt de scheitrechter gevuld met de twee oplossingen. Daarna wordt er zorgvuldig geschud, zodat alle apolaire deeltjes zich naar de apolaire fase begeven en de polaire deeltjes naar de polaire fase. Door te schudden ontstaat er druk in de trechter; daarom wordt de scheitrechter af en toe ontlucht. De analiet bevindt zich in een van de twee lagen, en de andere laag, meestal de waterlaag, wordt met behulp van een scheitrechter verwijderd.

## Solid Phase Extraction (SPE)

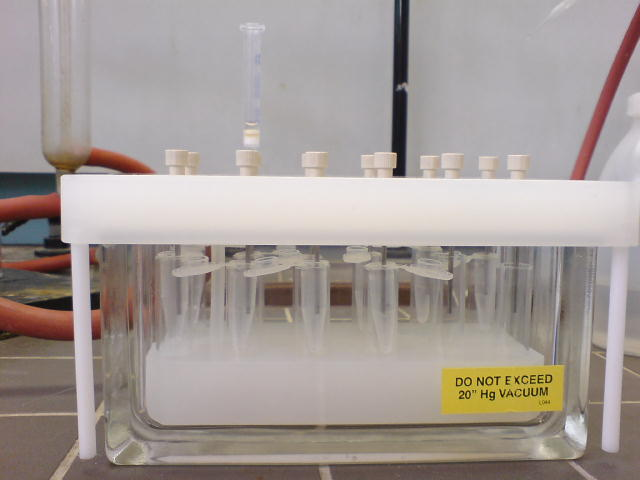
Solid phase extraction

Solid Phase Extraction, in het Nederlands vastefase-extractie genoemd, is een scheidingsmethode gebaseerd op kolomchromatografie. SPE wordt gebruikt om een matrix te zuiveren of te concentreren. Voordat dit gebeurt, wordt er eerst bepaald wat de bestanddelen zijn van de matrix. De stoffen uit de vloeistof worden naar de vaste stof geëxtraheerd. Dit gebeurt in kleine kolommen, vergelijkbaar met een vat van een spuit, dat een geschikt vast absorptiemiddel bevat. Over dit absorptiemiddel vloeit een bekend volume van het vloeistofmonster heen. De scheiding wordt teweeggebracht door verschil in oplosbaarheid.
Het is een zuivere analytische procedure, die de klassieke benadering van oplossingsextractie, zoals LLE, drastische veranderd heeft. SPE is aanzienlijk sneller en gebruikt minder vloeistof.

## Affiniteitsextractie
Affiniteitsextractie maakt gebruik van affiniteitschromatografie voor de isolatie van een specifieke opgeloste stof of groep van oplossingen van een monster vóór hun scheiding door een tweede analysemethode. Zij heeft dezelfde werking als andere soorten affiniteitschromatografie, maar nu gaat het erom, de affiniteitskolom offline of online te combineren met een andere methode voor de werkelijke kwantificering van analieten, zoals high performance liquid-chromatografie (HPLC), gaschromatografie (GC) of capillaire elektroforese(EC).

### Offline affiniteitsextractie
Offline extractie is de eenvoudigste methode voor het combineren van een kolomaffiniteit met een andere analysetechniek. Deze methode maakt gebruik van een affiniteit ligand, die niet beweegbaar is op een lageprestatieondersteuning (bijvoorbeeld geactiveerde agarose), die verpakt is in een kleine wegwerpspuit of vastefase-extractiecassette. Nadat de affiniteitskolom met een buffer in evenwicht is gebracht, of blootgesteld is aan oplosmiddelen, wordt het monster toegediend en de niet-gebonden stoffen worden gewassen van de pakking. Daarna wordt er een elutiebuffer toegevoegd. De analiet die wordt opgevangen, wordt eerst gedroogd en vervolgens in een oplosmiddel gemengd, hetgeen goed is voor de kwantificatie.

### Online affiniteitsextractie
Er wordt nog veel onderzoek gedaan naar de rechtstreekse koppeling van affiniteitsextractie met andere analytische methoden. Het gebruikt van immuno-extractiekolommen als onderdeel van HPLC-systemen is in de belangstelling geweest. Het gemak waarmee immunoaffiniteitskolommen kunnen worden opgenomen in een HPLC-systeem, en de tijdbesparing voor het verkrijgen van de analiet maken dit van belang voor onderzoek. Door de relatief hoge precisie is online affiniteitsextractie nauwkeuriger dan offline affiniteitsextractie, doordat het een meer gecontroleerde monsterapplicatie en elutieconditie heeft.

## Ultrafiltratie

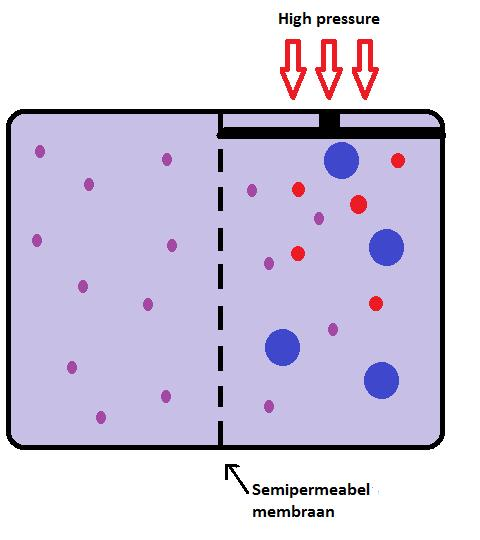
Ultrafiltratie

Ultrafiltratie bestaat uit meerdere vormen van membraanfiltraties, waarin hydrostatische druk de vloeistof tegen een semipermeabel membraan aandrukt. Zwevende deeltjes en opgeloste stoffen met een hoog molecuulgewicht gaan niet door het membraan heen en worden tegengehouden, terwijl water en opgeloste stoffen met een lager molecuulgewicht wel door het membraan heen gaan. Dit scheidingsproces wordt gebruikt in de industrie en in onderzoek voor het zuiveren en concentreren van macromoleculaire oplossingen, vooral eiwitoplossingen.

## Supercritical Fluid Extraction (SFE)
Superkritische vloeistofextractie, soms ook wel supercritical fluid extraction (SFE) genoemd, is een veelgebruikte vorm van monstervoorbewerking in de voedselindustrie. Maar ook in de analytische industrie wordt hetzelfde principe gebruikt. Er wordt een buisvormige container geplaatst, die bestand is tegen hoge druk, en hierin wordt het sample met de analiet in vaste fase samen met een vloeistof in superkritische staat ingebracht. Vaak gebruikte stoffen zijn CO2, N2O en CHCIF2, soms in combinatie met methanol of ethanol. De container wordt voor de extractie van de analiet onder de juiste druk gebracht, en ook de temperatuur, de extractieperiode en de keuze van de vloeistof zijn van belang voor het juiste resultaat. De superkritische vloeistof wordt door de extractiecontainer gestuurd, waar zij snel diffundeert in de vaste, stationaire matrix. Hierdoor zal de analiet oplossen in de superkritische stof en getransporteerd worden naar de volgende container, waar een lagere druk heerst. De vervuilende componenten uit de matrix blijven achter op de interne wand van de eerste container. Door de verandering in druk in de tweede container zal de superkritische stof snel uitzetten tot een gas en blijft de analiet achter als concentraat.

## Electro-extractie
Electro-extractie is een vorm van monstervoorbewerking die gebruikt wordt om metalen te extraheren uit de ruwe erts. De scheiding bij elektro-extractie, ook wel elektrowinning, berust op het gebruik van een stroom die loopt door een bad met daarin het nog vervuilde metaal. De erts wordt namelijk in een gesmolten zout of een waterige elektrolyt opgelost. In het bad zijn een anode en een kathode geplaatst, om de stroom te creëren. Door de elektriciteit slaat het zuivere metaal neer op de kathode, en zal de anode de oxidatieve stoffen aantrekken.
En bestaan verschillende typen kathoden, maar het meest gebruikt is de ‘platte plaat’. Het neergeslagen metaal kan hier gemakkelijk vanaf gehaald worden, waarna de kathode hergebruikt kan worden.

## Microdialyse
Microdialyse is een heel speciale manier van monstervoorbewerking, met als hoofddoel het in vivo nemen van specifieke samples van hormonen en enzymen. Dit gebeurt voornamelijk in het hersen- en zenuwweefsel. Hierbij wordt een sonde met een semidoorlaatbare membraan langzaam in het weefsel geïmplanteerd met behulp van een canule. Door zo'n canule te gebruiken kan het monster in een specifieke regio genomen worden. Vervolgens wordt er een speciale vloeistof, vaak een kunstmatige cerebrale vloeistof, langzaam door de sonde heen gepompt zodat er een evenwichtssituatie met het weefsel ontstaat. Neurotransmitters stromen onder deze omstandigheden door de membraan van de sonde heen en worden, verdund ten opzichte van de extracellulaire vloeistof, verzameld in buizen. Hierna kan neurochemische analyse plaatsvinden. Voor de optimale condities voor de microdialyse moet rekening worden gehouden met de flow rate en de soort vloeistof, evenals de grootte van de membraan en de lengte van de verzamelbuizen.

## Na monstervoorbewerking
In essentie is monstervoorbewerking de stap die vóór de echte monsteranalyse wordt uitgevoerd. Het is namelijk de bedoeling dat de analiet wordt ontdaan van de matrix, zodat een juiste analyse kan worden uitgevoerd. Enkele voorbeelden van de analysemethoden die uitgevoerd worden nadat de analiet op een van de bovenstaande manieren van monstervoorbewerking verzameld is, zijn:
- High-performance liquid chromatography (HPLC)
- Gaschromatografie
- Dunnelaagchromatografie (TLC)
- UV/VIS-spectroscopie
- Massaspectrometrie
- Fluorimetrie